# Minimum Safe Altitude Warning
MSAW (ang. Minimum Safe Altitude Warning) – system ostrzegający kontrolerów lotu o zbyt niskiej wysokości samolotów podchodzących do lądowania; mogą oni takie ostrzeżenie przekazać pilotom, którzy w takiej sytuacji najczęściej powinni wykonać przejście na drugi okrąg.
Nieprawidłowa konfiguracja tego systemu może wprowadzać kontrolerów w błąd. Była to jedna z przyczyn katastrofy lotu Korean Air 801.